# Prawa osobiste
Prawa osobiste – niezbywalne prawa człowieka bezpośrednio dotyczące jego integralności  fizycznej i psychicznej, indywidualności, godności, pozycji w społeczeństwie i  zapewniające warunki wszechstronnego rozwoju, poczucia godności i samorealizacji. Prawa te są zapewnione w Konstytucji RP: art. 38 – 56 rozdział 2. Konstytucji, art. 23 Kodeksu cywilnego z 23 kwietnia 1964 roku.
Podstawowe prawa osobiste: 
- Prawo do życia
- Prawo do wolności
- Prawo do rzetelnego procesu
- Prawo do wolności myśli, sumienia i wyznania,
- Zakaz tortur
- Zakaz pracy niewolniczej
- Prawo do ochrony czci (wewnętrznej i zewnętrznej)
- Prawo do ochrony wizerunku (w tym głosu, nazwiska, pseudonimu)
- Prawo do zachowania tajemnicy korespondencji i nietykalności mieszkania
- Prawo do ochrony strefy prywatności
- Prawo do kultu po osobie bliskiej i tradycji rodzinnych